# Not Exactly
Not Exactly è un singolo realizzato dal produttore discografico canadese deadmau5. Secondo estratto dal suo terzo album in studio Random Album Title

## Tracce

### Vinile
1. Not Exactly
2. We Fail

### Remixes
1. Not Exactly (Peter Gelderblom Remix)
2. Not Exactly (Trick & Kubic Remix)
3. Not Exactly (Jean Claude Ades Hypnotic Remix)
4. Not Exactly (Major North Reprise)
5. Not Exactly (Talla 2XLC Trance Rework)

#### 2024
1. Not Exactly (Rebūke Remix)

## Classifiche
| Classifica                                       | Posizione massima |
| ------------------------------------------------ | ----------------- |
| Billboard US Dance/Electronic Digital Song Sales | 46                |